# Lista de parafilias
Esta é uma lista de parafilias.

## Lista de parafilias
| Parafilia                          | Interesse erótico principal                                                                                   | Ref                         |
| ---------------------------------- | --- | --------------------------- |
| Abasiofilia                        | Pessoas com mobilidade reduzida                                                                               | [ 2 ]                       |
| Acrotomofilia                      | Pessoas com amputações                                                                                        | [ 3 ] [ 4 ]                 |
| Agalmatofilia                      | Manequins e estátuas                                                                                          | [ 5 ]                       |
| Algolagnia                         | Dor, principalmente na zona erógena                                                                           | [ 6 ]                       |
| Anililagnia                        | Atrações de homens jovens em mulheres idosas                                                                  | [ 7 ]                       |
| Androginefilia                     | Atração por andróginos ou pela androginia                                                                     | [ 8 ]                       |
| Antropofagia                       | Ingestão de carne humana                                                                                      | [ 9 ]                       |
| Amaurofilia                        | Parceiro sexual cego ou vendado                                                                               | [ 10 ]                      |
| Apotemnofilia                      | Amputar partes do próprio corpo                                                                               | [ 3 ] [ 11 ]                |
| Asfixia erótica                    | Asfixia de si próprio ou de outros; pode levar à morte                                                        | [ 12 ]                      |
| Asfixiofilia                       | Ser asfixiado ou estrangulado                                                                                 | [ 3 ]                       |
| Autagonistofilia                   | Ser observado por outras pessoas ou ser filmado                                                               | [ 13 ] [ 14 ]               |
| Autassassinofilia                  | Possibilidade de morrer durante a relação sexual                                                              | [ 3 ]                       |
| Autoandrofilia                     | Uma mulher com desejo de possuir atributos masculinos                                                         | [ 15 ] [ 16 ]               |
| Autoginefilia                      | Um homem com desejo de possuir atributos femininos                                                            | [ 17 ]                      |
| Autonepiofilia Autopedofilia       | Imaginação de si próprio como sendo uma criança                                                               | [ 13 ]                      |
| Autoplushofilia                    | Imaginação de si próprio na forma de um bicho de pelúcia                                                      | [ 18 ]                      |
| Autovampirismo                     | Imaginação de si próprio na forma de um vampiro. Envolve a ingestão ou visualização do próprio sangue         | [ 19 ] [ 20 ]               |
| Autozoofilia                       | Imaginação de si próprio na forma de um animal                                                                | [ 18 ]                      |
| Biastofilia                        | Estupro de uma pessoa, geralmente um estranho. Prazer em que ela fique aterrorizada no ato, tentando resistir | [ 3 ]                       |
| Capnolagnia                        | Atração por outra pessoa que esteja fumando. Imagens; Cheiros                                                 |                             |
| Catoptronofilia                    | Excitação sexual na frente de um espelho.                                                                     | [ 21 ]                      |
| Clismafilia                        | Excitação sexual proveninente de enemas                                                                       | [ 2 ] [ 22 ]                |
| Crematistofilia                    | Ser roubado ou ser extorquido financeiramente                                                                 | [ 13 ]                      |
| Cronofilia                         | Parceiro sexual com uma grande diferença de idade                                                             | [ 13 ]                      |
| Coimetrofilia                      | Cemitério | [ 23 ]                      |
| Coprofilia                         | Ingestão de fezes durante o ato; também conhecida como fecofilia ou escatofilia                               | [ 24 ] [ 25 ]               |
| Dacrifilia                         | Lágrimas ou choro                                                                                             | [ 26 ]                      |
| Dendrofilia                        | Árvores | [ 3 ]                       |
| Emetofilia                         | Vômito | [ 2 ]                       |
| Eproctofilia                       | Prazer erótico em escutar, cheirar e apreciar gases intestinais próprios ou alheios                           |                             |
| Erotofonofilia                     | Assassinato do parceiro após a relação, geralmente estranhos; também conhecida como dacnolagnomania           | [ 9 ]                       |
| Espectrofilia                      | fantasmas |                             |
| Estigmatofilia                     | Tatuagens e piercings                                                                                         | [ 3 ] [ 27 ]                |
| Exibicionismo                      | Exibir o órgão sexual em público sem o consentimento de quem vê                                               | [ 24 ]                      |
| Exofilia                           | Seres não humanos                                                                                             |                             |
| Feederismo                         | Parceiro com peso muito acima do normal                                                                       | [ 28 ]                      |
| Fetiche com fraldas                | Fraldas; considerada como uma sobreposição à autonepiofilia                                                   | [ 29 ]                      |
| Fetichismo                         | Interesse particular em objetos sem vida própria                                                              | [ 24 ]                      |
| Formicofilia                       | Rastejar sobre formigas, besouros e pequenos insetos                                                          | [ 13 ] [ 30 ]               |
| Fornifilia                         | O parceiro permanece subordinado a permanecer como uma peça de mobiliário                                     | [ 31 ]                      |
| Frotteurismo                       | Excitação do órgão sexual em uma pessoa com roupas e sem o consentimento desta                                | [ 24 ]                      |
| Gerontofilia                       | Pessoas idosas                                                                                                | [ 32 ]                      |
| Ginandromorfofilia ginemimetofilia | Transexual ou mulher transgênera                                                                              | [ 2 ] [ 33 ]                |
|                                    | |                             |
| Hematolagnia                       | Ingerir ou observar o sangue do parceiro                                                                      | [ 34 ]                      |
| Heterofilia                        | Atração por pessoas do sexo oposto por quem é essencialmente homossexual                                      | [ 35 ] [ 36 ] [ 37 ]        |
| Homeovestismo                      | Utilizar peças de roupa de si mesmo ou do sexo oposto                                                         | [ 38 ] [ 39 ]               |
| Hibristofilia                      | Parceiro envolvido em crimes; principalmente em crimes cruéis e escandalosos, como estupro e assassinato      | [ 13 ] [ 40 ]               |
| Infantilismo                       | Se vestir ou agir como um bebê; também conhecida como "síndrome do bebê adulto"                               | [ 13 ] [ 29 ]               |
| Infantofilia                       | Tipo de pedofilia com foco maior em crianças cinco anos ou menos; termo novo que não é usado na mídia         | [ 41 ]                      |
| Lactofilia                         | Excitação ao observar o leite materno sendo expelido pelos seios                                              | [ 27 ]                      |
| Macrofilia                         | Interesse sexual em pessoas com gigantismo, especialmente do sexo feminino                                    | [ 27 ]                      |
| Maschalagnia                       | Fetiche com axilas                                                                                            | [ 42 ]                      |
| Masoquismo                         | Sofrimento ao ser espancado, agredido ou humilhado verbalmente pelo parceiro                                  | [ 24 ]                      |
| Mendicusfilia                      | Desejo sexual por pessoas em situação de rua                                                                  | [1]                         |
| Mecanofilia                        | Carros ou outros veículos; também conhecido como "mecafilia"                                                  | [ 43 ] [ 44 ] [ 45 ]        |
| Melolagnia                         | Música | [ 46 ]                      |
| Menofilia                          | Menstruação                                                                                                   | [ 27 ]                      |
| Microfilia                         | Pessoas de baixa estatura ou com partes do corpo muito pequenas                                               | [ 46 ]                      |
| Misofilia                          | Ambiente sujo, coisas imundas ou em decomposição                                                              | [ 2 ]                       |
| Morfofilia                         | Atração única por corpos com características exatas, como mesmo tamanho e altura                              | [ 14 ]                      |
| Narratofilia                       | Palavras obscenas e de baixo calão                                                                            | [ 2 ]                       |
| Nasofilia                          | Narizes | [ 27 ]                      |
| Necrofilia                         | Cadáveres | [ 2 ] [ 24 ] [ 47 ]         |
| Nictofilia                         | Escuridão | [ 48 ]                      |
| Objectofilia                       | Desejo de manter relação com objetos inanimados específicos                                                   | [ 24 ]                      |
| Oculofilia                         | Olhos e atividades que possam envolver o globo ocular. Este termo não se encaixa no voyeurismo                | [ 49 ]                      |
| Odaxelagnia                        | Morder e/ou receber mordida(s).                                                                               | [ 50 ] [ 51 ]               |
| Olfactofilia                       | Odor corporal, especialmente nos órgãos sexuais                                                               | [ 2 ] [ 13 ]                |
| Pedofilia                          | Crianças na fase da pré-puberdade, geralmente confundida com efebofilia e pederastia                          | [ 24 ] [ 52 ]               |
| Peodeiktofilia                     | Exibir o pênis em público                                                                                     | [ 3 ]                       |
| Podolatria                         | Atração sexual por pés                                                                                        | [ 53 ]                      |
| Pictofilia                         | Pornografia ou atos eróticos, principalmente imagens                                                          | [ 2 ] [ 13 ]                |
| Piquerismo                         | Perfurar o corpo de outra pessoa, geralmente esfaqueando ou cortando o corpo com canivetes                    | [ 54 ]                      |
| Plushofilia                        | Animais de pelúcia                                                                                            | [ 55 ]                      |
| Pluviofilia                        | Chuvas | [ 56 ]                      |
| Pogonofilia                        | Barbas e bigodes                                                                                              | [ 57 ] [ 58 ] [ 59 ] [ 60 ] |
| Pigofilia                          | Excitação além do comum por nádegas                                                                           | [ 61 ]                      |
| Pirofilia                          | Fogo | [ 62 ]                      |
| Quirofilia                         | Atração sexual por mãos                                                                                       |                             |
| Raptofilia                         | Cometer estupro com consentimento do parceiro                                                                 | [ 13 ]                      |
| Sadismo sexual                     | Sofrimento físico ou psicológico imposto no parceiro                                                          | [ 24 ]                      |
| Salirofilia                        | Saliva ou suor                                                                                                | [ 2 ]                       |
| Sinforofilia                       | Excitação ao assistir tragédias e desastres naturais ou praticar relação sexual com tais acontecimentos       | [ 3 ]                       |
| Sitofilia                          | Excitação com comida                                                                                          |                             |
| Sonofilia                          | Pessoas dormindo ou inconsciente                                                                              | [ 2 ] [ 13 ]                |
| Stenolagnia                        | Músculos e exibições de força física                                                                          | [ 27 ]                      |
| Teratofilia                        | Monstros ou seres humanóides deformados ou semi-deformados                                                    | [ 63 ]                      |
| Toucherismo                        | Encostar em uma pessoa com a mão sem seu consentimento                                                        | [ 64 ]                      |
| Travestofilia                      | Interesse em um parceiro sexual com roupas do sexo oposto                                                     | [ 13 ]                      |
| Tricofilia                         | Cabelos | [ 27 ]                      |
| Troilismo                          | Prazer em ver o parceiro tendo relações sexuais com um terceiro                                               | [ 14 ] [ 65 ]               |
| Urofilia                           | Urinar ou receber a urina do parceiro, com a ingestão ou não do líquido                                       | [ 2 ] [ 13 ] [ 14 ]         |
| Vampirismo                         | Sangue | [ 66 ] [ 67 ]               |
| Vorarefilia                        | Excitação ao comer ou ter partes do corpo sendo comidas por outra pessoa                                      | [ 68 ]                      |
| Voyeurismo                         | Assistir outras pessoas peladas ou praticando relações sexuais, geralmente sem o consentimento destas         | [ 14 ] [ 24 ]               |
| Xenofilia                          | Pessoas com maneiras, costumes ou culturas estrangeiras                                                       |                             |
| Yiff                               | Animais antropomórficos                                                                                       |                             |
| Zoofilia                           | Animais | [ 2 ] [ 13 ] [ 24 ]         |
| Zoosadismo                         | Fazer os animais ou observá-los sentir dor                                                                    | [ 69 ]                      |